# Rafael García Repullo
Rafael García Repullo (Córdoba, 29 de diciembre de 1923-ibídem, 11 de enero de 2000), conocido futbolísticamente como Tinte fue un jugador y entrenador de fútbol español.  

## Trayectoria

### Jugador
Tinte inició su carrera en dos modestos equipos cordobeses, el San Lorenzo y el Electromecánicas, pasando luego al primer equipo de su ciudad, el Real Club Deportivo Córdoba, antecesor del actual Córdoba CF.
En 1948 fichó por el Atlético de Madrid, el único equipo de Primera en el que militó. Allí jugó siete temporadas, en las que sería dos veces campeón de Liga y una de la Copa Eva Duarte, antecesora de la actual Supercopa de España.

### Entrenador
Tras ser segundo de su paisano José Villalonga en la etapa de éste en el banquillo rojiblanco, se hizo cargo del primer equipo del Atlético de Madrid en la temporada 1962/63, cuando el anterior fue nombrado Seleccionador Nacional.
Con Tinte como entrenador, aquella temporada el conjunto madrileño volvió a acceder, por segundo año consecutivo, a la final de la Recopa de Europa, aunque en esta ocasión no pudo alzarse con la victoria.
Continuó como técnico rojiblanco de cara a la 1963/64, aunque tras la disputa de trece jornadas fue destituido.

## Títulos
Como jugador:
- 2 Ligas: 1949/50 y 1950/51 (Atlético de Madrid)
- 1 Copa Eva Duarte: 1951 (Atlético de Madrid)